# Arnegisclus
Arnegisclus (auch Arnigisclus und weitere Schreibungen, vermutlich ursprünglich Arnigiselus; gestorben 447 n. Chr.) war ein römischer Offizier der Spätantike. Er erreichte in den 440er Jahren das hohe Amt eines Heermeisters (magister militum) im Oströmischen Reich.
Arnegisclus trug einen germanischen Namen, den wir nur in seiner römischen Interpretation kennen, der aber etwa Arnigiselus gelautet haben dürfte. Er war vielleicht gotischer Abstammung, könnte aber auch Hunne gewesen sein. Er wird im Jahr 441 als Offizier in Thrakien erwähnt, wo er den magister militum Johannes ermordete oder beseitigte. Der Hintergrund dieser Aktion ist unklar, sie könnte jedoch im Zusammenhang mit dem Einfall der Hunnen unter Attila in Thrakien 441 stehen. Sein weiterer Aufstieg im Heer deutet darauf hin, dass es sich um einen angeordneten Mord handelte. 443 fungierte Arnegisclus als General in Thrakien und erlitt zusammen mit den römischen Heermeistern Aspar und Areobindus eine Niederlage gegen den Hunnenherrscher Attila. Ob er 443 nur als comes in Thrakien war oder das Heermeisteramt des Johannes 441 direkt übernommen hatte, ist umstritten.
Im Jahr 447 erscheint er jedenfalls sicher als magister militum per Thracias. In diesem Jahr führte er von Marcianopolis aus einen Vorstoß gegen Attila und wurde von diesem in der Schlacht am Utus besiegt und getötet. Sein Nachfolger im Heermeisteramt Thrakiens wurde Theodolus.
Sein Sohn Anagastes war Heermeister in Thrakien 468/469.